# Konsztantyin Mirovics Kozejev
Konsztantyin Mirovics Kozejev (orosz nyelv: Константин Мирович Козеев) (Kalinyingrád, 1967. december 1. –) orosz űrhajós.

## Életpálya
1987-ben diplomázott a kalinyingrádi Műszaki Főiskolán. 1992-ben szerzett diplomát a Moszkvai Repülési Technológiai Intézetben (MATI). Az Energia vállalat alkalmazottjaként előbb technikus, majd mérnök.
1996. február 9-től részesült űrhajóskiképzésben a Jurij Gagarin Űrhajós Kiképző Központban. Egy űrszolgálat alatt összesen 9 napot, 20 órát és 25 másodpercet töltött a világűrben. A Lyndon B. Johnson Űrközpontban túlsúlyos állapota miatt nem tudták felkészíteni. Űrhajós pályafutását 2007. november 22-én fejezte be.

## Űrrepülések
A Szojuz TM–33 fedélzeti mérnöke volt. A Szojuz TM–32 űreszközzel tért vissza a Földre. Összesen 9 napot, 20 órát, 00 percet és 25 másodpercet töltött a világűrben.

### Tartalék személyzet
A Szojuz TM–32 fedélzeti mérnöke.

## Kitüntetések
- Megkapta az Arany Csillag kitüntetést.